# Shimazu Takahisa
Shimazu Takahisa (島津貴久, 1514-15 juillet 1571) est un daimyo de l'époque Sengoku de l'histoire du Japon.
En 1526, Takahisa est adopté par Katsuhisa Shimazu pour lui succéder. C'est ainsi qu'il prend la tête du clan Shimazu. Il lance une série de campagnes militaires pour prendre le contrôle des provinces de Satsuma, d'Osumi et de Hyūga. Bien qu'il gagne des territoires, il faut attendre la génération suivante pour voir la famille s'imposer sur ces provinces.
Takahisa promeut activement les relations entre les pays et les personnes d'horizons différents. C'est ainsi qu'il est le premier daimyo à apporter des armes à feu au Japon, armes qu'il récupère lors du naufrage d'un bateau portugais à Tanegashima. En 1549, il accueille François Xavier et lui donne sa protection pour l'aider à répandre le catholicisme au Japon. Takahisa entretenait aussi des relations avec le royaume de Ryūkyū.
Il épouse la sœur du samouraï Kimotsuki Kanetsugu.